# Camilla Thomsen
Camilla Ingemann Thomsen född den 19 november 1974 i Køge, Danmark, är en dansk handbollsspelare. Spelade mittsexa.

## Klubbkarriär
När hon kom med i landslaget spelade hon för Ajax men i november 2002  gick hon till FCK Köpenhamn och där förblev hon under i stort hela sin elitkarriär. I maj 2005 meddelade hon att hon skulle sluta spela handboll.

### Landslagskarriär
Landslagsdebut när hon spelade för Ajax den 6 mars 2002 i en landskamp mot Sverige. Under två år spelade hon sedan 56 landskamper och gjorde 89 mål i landslaget. Hennes första mästerskap blev EM 2002 som spelades i Danmark där hon var med oxg vann EM-guld med Danmark. 19 december 2004 spelade hon sista landskampen i EM-finalen mot Norge som Norge vann med 27-25 och Camilla Thomsen gjorde 4 mål. Hon ingick också i det danska lag som tog OS-guld i damernas turnering i samband med de olympiska handbollstävlingarna 2004 i Aten.

## Klubbar
- Ajax-Farum   (- nov 2002)
- FCK Håndbold (2002 - 2005)

## Meriter
- OS- guld 2004 i Aten med Danmarks damlandslag i handboll
- EM-guld 2002 i Danmark med  Danmarks damlandslag i handboll
- EM-silver 2004 med  Danmarks damlandslag i handboll